# Saturnino di Arles
Saturnino di Arles (... – 362) è stato un vescovo franco.
Fu vescovo di Arles dal 353 (?) al 362. Egli è passato alla storia principalmente per la sua opposizione a sant'Ilario, vescovo di Poitiers durante la crisi dell'arianesimo.

## Biografia

### Il concilio di Arles del 353

#### La situazione nel 353
L'arianesimo fu condannato dal Primo Concilio di Nicea (325). Ciò nonostante l'arianesimo conobbe la sua rivincita con l'imperatore Costanzo II, che ricostituì l'unità dell'impero romano dopo la morte del fratello Costante I. Su iniziativa di Papa Liberio, che voleva la riconciliazione con i vescovi ancora divisi, l'imperatore Costanzo II, che si trovava ad Arles, decise che colà si convocasse un concilio: si trattò quindi del Concilio di Arles del 353.

#### Il concilio
L'imperatore ne presiedette la seduta e reclamò la condanna di sant'Atanasio, patriarca di Alessandria d'Egitto, che si opponeva all'arianesimo e all'autorità imperiale. Gli atti del concilio sono andati perduti e non se ne conosce lo sviluppo tranne ciò che ne hanno detto alcuni cronisti ostili a Costanzo II e alla sua politica teologica. Apparentemente l'imperatore vietò ai vescovi ogni discussione di fondo, egli voleva solo far condannare Atanasio, il suo avversario più risoluto; vi si aggiunse anche un editto per minacciare di esilio i più recalcitranti. Tutti i vescovi presenti, e in particolare Saturnino di Arles, vi si inchinarono, ad eccezione di Paolino di Treviri (Il futuro san Paolino), fedele ad Atanasio, che, come annunciato, fu deposto ed esiliato in Frigia, ove morì nel 358. 

### Il conflitto con il vescovo di Poitier, sant'Ilario
Il conflitto tornò alla ribalta su iniziativa del vescovo di Poitiers, sant'Ilario, che scomunicò Saturnino di Arles e qualcuno degli altri. I suoi avversari replicarono convocando un concilio a Béziers nel 356. Su ordine di Costanzo II, Saturnino, arcivescovo di Arles e Primate della Gallia, fece esiliare Ilario in Frigia.
Negli anni successivi Saturnino diresse la Chiesa del Viennese e del Narbonese. Così nel 358, dopo Ilario, tutto il Viennese e il Narbonese (esclusa Tolosa) si posero sotto l'autorità di Saturnino. Parimenti, l'anno seguente, il 359, i vescovi del Viennese e del Narbonese seguirono ancora il loro capo Saturnino al concilio di Rimini, che definì un dogma diverso dal simbolo di Nicea.
Il trionfo di Saturnino però tenne solo finché egli ebbe l'appoggio dell'imperatore Costanzo II. La morte di quest'ultimo e l'ascesa al potere di Giuliano (361/363), cambiarono tutto. Il nuovo imperatore, che non apprezzava la religione Cristiana e che non era senza dubbio spiacente d'inasprire i rapporti all'interno della Chiesa, annullò il decreto di Costanzo II sull'esilio di Ilario. Tornato a Poitiers, Ilario riprese la lotta e in particolare nel 361, con il Concilio di Parigi, riuscì a riportare tutto l'episcopato della Gallia sulla via ortodossa. Egli fece deporre Saturnino, che Sulpicio Severo dichiarò "uomo detestabile e carico di crimini", così come il vescovo di Périgueux.

## Fonti
- (FR)  Paul-Albert Février (sotto la direzione di), La Provence, des origines à l'an mil, Editions Ouest-France Université, 1989, ISBN 2737304563